# 荘林幸輝
荘林幸輝（しょうばやし こうき、1955年5月24日 - ）は、熊本県熊本市出身の元ボートレーサー並びにボートレーサー養成所実技教官。登録第2833号。身長163cm。血液型AB型。42期。

## 来歴
1955年5月24日、熊本県熊本市に生まれる。熊本県立熊本工業高等学校機械科を卒業後、大阪の日立造船桜島工場に就職した。同僚の勧めで競艇選手養成所の試験を受け、合格。1978年5月デビュー、同年6月に初勝利。
通算で50回の優勝、GIでは8回の優勝があるものの、SGでは19回もの優出経験がありながら優勝はゼロ。それゆえに「無冠の帝王」と呼ばれる。2007年大村競艇場・競艇名人戦では優出1号艇を決めたものの、レースで大嶋一也にインを奪われるとそのままイン逃げを決められ、2着に終わった。
2011年6月8日、丸亀競艇場2Rで３コースからまくりで勝ち、史上78人目となる2000勝（7320走目での記録）を達成した。
2012年12月25日を以って選手登録を消除、引退。その後は、翌年1月よりやまと学校の教官に就任した。
2021年3月31日を以って、ボートレーサー養成所の実技教官を退官した。

## 人物・エピソード
- 落ち着いた性格の持ち主で、口癖は「あわてたって仕方がないでしょう」[6]。
- 42期は、平野勇志、吉田稔、久間繁、刀根辰治、村上信二らがいて逸材揃いといわれた。

## 獲得タイトル

### GI
- 1984年 開設30周年記念 （平和島競艇場）
- 1987年 開設35周年記念 （丸亀競艇場）
- 1989年 開設36周年記念 （浜名湖競艇場）
- 1990年 開設37周年記念 （常滑競艇場）
- 1991年 開設39周年記念 （津競艇場）
- 1991年 開設39周年記念 （若松競艇場）
- 1993年 開設39周年記念 （三国競艇場）
- 1994年 開設42周年記念 （大村競艇場）